# Иоанн Никиусский
Иоанн Никиусский (Иоанн из Никия, греч. Ἰωάννης Νικίου, эфиоп. Йоханнэс Мадаббар; умер вскоре после 700) — египетский коптский епископ города Никий (Никиу) в дельте Нила. Иоанн известен как автор хроники, охватывающей период от Адама до конца арабского завоевания Египта.

## Биография
Сведения о жизни Иоанна отрывочны. Известно, что он принадлежал к Коптской православной церкви. И, согласно «Истории патриархов Александрийских» Севира ибн аль-Мукаффы, епископа Аль-Ашмуна, жил при патриархах Иоанне III, Исааке и Симоне. Иоанн занимал епископскую кафедру города Никий (Никиу, Пешати, современное поселение Завиет-Разин близ города Минуф) в юго-западной части египетской Дельты.
В 686 году Иоанн был «апотритом» (надзирающим) епископов Верхнего Египта. В этом качестве он в 690 году участвовал в выборах коптского Александрийского патриарха Исаака и сопровождал его для утверждения из Фустата к арабскому наместнику Египта в Александрию. Около 694 года следующий патриарх Симеон I назначил Иоанна главным управляющим (араб. мудаббир, отсюда его эфиоп. прозвище Мадаббар) монастырями Египта.
Однако, в 696 году, Иоанн наказал некоего монаха, виновного в изнасиловании монахини. Это было произведено таким жестоким образом, что тот умер от побоев через десять дней. Иоанн был обвинён в превышении власти, патриарх Симон отрешил его от должности, а решением собора епископов его лишили и архиерейского сана.

## «Хроника»
«Хроника» Иоанна Никиусского изначально была написана по-гречески (и её автора правильнее называть Иоанн Никийский). Её текст был обнаружен британскими военными в 1868 году во время экспедиции в Абиссинию. Издатель хроники Г. Зотенбер сделал предположение, что, возможно, некоторые её главы, посвящённые Египту, могли быть написаны по-коптски. Но, видимо, коптскими были только ряд слов и выражений, судя по их присутствию в эфиопском переводе и сохранившемуся написанию имён. Сама же «Хроника» Иоанна дошла до нашего времени в эфиопском переводе (в четырёх списках), выполненном в 1602 году с арабского перевода оригинала. Текст «Хроники» частично повреждён, в частности, утрачена часть, относящаяся ко времени между 610 и 640 годами.
«Хроника» Иоанна состоит из 122 глав. Она была издана в Париже в 1883 году только по двум спискам (2 других были недоступны издателю, и их систематическое сопоставление с изданным текстом не проводилось).
Основными источниками в древней истории для «Хроники» Иоанна послужили ранние ромейские хронографы, в основном всемирная «Хронография» Иоанна Малалы и анонимная «Пасхальная хроника». При изложении же церковной истории Иоанн Никиусский опирался на «Церковную историю» Сократа Схоластика. В главах, посвящённых Египту, Иоанн использовал также местные предания, в частности коптский «Роман о Камбисе». Находка его папирусного отрывка была сначала даже истолкована как открытие оригинала хроники Иоанна.
«Хроника» Иоанна содержит исторические сведения, отсутствующие в других источниках. Наиболее ценны её разделы, описывающие события начала VII века. Так, Иоанн раскрывает подробности мятежа фракийских армий в 602 году, за которым последовало свержение императора Маврикия узурпатором Фокой. Свидетельство Иоанна существенно улучшает наше понимание этого периода и, в частности, того, как начался в Карфагене успешный мятеж Ираклия. Как было сказано выше, информация о последней войне с Персией утрачена.
Другой важный раздел «Хроники» касается вторжения в Египет мусульманской армии под предводительством Амра ибн Аль-Аса. Очевидно, что Иоанн не был очевидцем этого, и вторжение произошло поколением раньше. Но Иоанн описывает главные события кампании Амра, такие как взятие римской крепости Вавилон Египетский и захват Александрии. Хотя события описаны живо, их хронология местами сомнительна.
При этом «Хроника» Иоанна заведомо тенденциозна. Он не принимает решений Халкидонского собора 451 года. И, начиная с V века, Иоанн рассматривает события имперской и египетской истории с монофиситской точки зрения. Причём те императоры и церковные деятели Римской империи, которые были сторонниками диофиситства, как правило, представлены в «Хронике» Иоанна упорствующими в своих заблуждениях и нравственно ущербными. Этим они навлекают на себя и на государство божественные кары.
Иоанн благодарен мусульманам за то, что они не разрушили христианские святыни, однако вместе с тем отмечает их многочисленные злодеяния против египетского населения. В некоторых случаях налоги были столь обременительны, что семьи были вынуждены продавать в рабство своих детей. Иоанн не забывает суровыми словами упомянуть многочисленных египтян, перешедших в ислам.
Иоанн, описывая арабское вторжение в Египет, следует своей антихалкидонитской идее: исламский захват своей родины он представляет как божественное наказание за широко распространившуюся ересь. В заключении своей «Хроники» он рассказывает об отчаянии, охватившем жителей завоёванной Александрии: «Никому не сосчитать скорбь и плач этого города… И некому помочь им, и Бог разрушил их надежды и отдал христиан в руки врагов их».